# Filellum magnificum
Filellum magnificum är en nässeldjursart som beskrevs av Peña-Cantero, Svoboda och Vervoort 2004. Filellum magnificum ingår i släktet Filellum och familjen Lafoeidae.
Artens utbredningsområde är Södra Ishavet. Inga underarter finns listade i Catalogue of Life.